# Baruch
Baruch (Hebraico: בָּרוּךְ, Moderno Barukh Tiberiano Bārûḵ ; "Abençoado") é um nome próprio judaico usado desde os tempos bíblicos até os dias de hoje. Além do seu uso como nome próprio, relaciona-se a Berakhá ou Brachá (Hebrew: ברכה; plural ברכות, berakhot), nome dado às bênçãos no Judaísmo. Na cultura judaica, o nome Baruch é um dos mais tradicionais na escolha do nome hebraico que, em geral, possui uma relação com um ente querido já falecido ou um amigo da família. Outra característica da escolha do nome Baruch é a combinação da primeira letra com a primeira letra do nome civil como, por exemplo, o nome Benjamin. 

## Pessoas com o nome próprio Baruch

### Bíblia
- Baruch ben Neriah, escriba do profeta Jeremias
- Baruch, filho de Zabbai, um dos reconstrutores do Muro de Jerusalém
- Baruch, filho de Col-Hozeh; membro da Tribo de Judá que se estabeleceu em Jerusalém

### Eras Moderna e Contemporânea
- Baruch Spinoza, filósofo racionalista holandês
- Baruch Agadati, pintor, dançarino e diretor cinematográfico israelense
- Baruch Ben Haim, rabino chefe-auxiliar da Comunidade Judaica Síria do Brooklyn, New York
- Baruch Blumberg, físico americano ganhador do prêmio Nobel, desenvolveu a vacina para hepatite B
- Baruch Kurzweil, crítico literário israelense
- Baruch Ostrovsky, primeiro prefeito de Ra'anana, Israel
- Baruch Zuckerman, sionista israelense-americano
- Baruch Ben Tzion, fidalgo português, advogado e joalheiro

### Literatura
- Livros de Baruch, livros apócrifos atribuídos a Baruch ben Neriah
- Baruch de Bagdá, o rei dos Sarracenos na obra Parzival, de Wolfram von Eschenbach
- Baruch, um anjo da série His Dark Materials
- Baruch, o nome real de Billy Joe Cobra, do programa de televisão Dude, That's My Ghost